# Tengelic
Tengelic là một thị trấn thuộc hạt Tolna, Hungary. Thị trấn này có diện tích 70,93 km², dân số năm 2010 là 2361 người, mật độ 33 người/km².